# OBS 뉴스타임
《OBS 뉴스타임》은 OBS경인TV에서 매주 평일에 방송했던 경기 인천 지역 낮 준 뉴스 프로그램이었다.

## 프로그램 소개
OBS를 대표하는 경기 인천 지역 낮 준 뉴스

## 앵커
- 김준호 OBS 아나운서

## 타이틀 변천사
| 기수 | 프로그램 타이틀 | 방송 기간                         |
| ---- | --------------- | --------------------------------- |
| 1기  | OBS 뉴스타임    | 2017년 3월 20일 ~ 2017년 7월 28일 |